# Василије Васиљевич Болотов
Василије Васиљевич Болотов (31. децембар 1853 – 5. априла 1900) био је руски православни историчар Цркве и дописни члан Императорске академије наука. 

## Биографија
Василије Васиљевич Болотов рођен је 1853. године у селу Кравотин у Тверској губернији. Завршио је Духовну школу у Осташкову, затим Богословију у Тверу, да би се 1875. године уписао на Духовну академију у Петрограду, коју је завршио 1879. године са научним степеном магистра богословља. Одбранио је дисертацију на тему „Учење Оригена о Светој Тројици“. Од 1893. године био је дописни члан Императорске академије наука, а 1897. године одбранио је докторску дисертацију из области црквене историје.
Од 1879. године Василије Васиљевич Болотов предавао је на Духовној академији у Петрограду на катедри за историју Цркве, а 1885. године био је изабран за ванредног професора. Деведесетих година 19. века био је члан комисије за старокатолике и сирохалдејце, затим комисије за уједињење са несторијанцима и комисије за усаглашавање календара. Године 1898. био је члан комисије за превод богослужбених књига на фински језик.
Василије Васиљевич Болотов одлично је познавао старе класичне језике, као и низ савремених европских језика. Користио се и коптским, сиријским, јерменским, грузијским, арапским и персијским језиком. 
Упокојио се 5. априла, у среду Страдалне седмице, 1900. године, и сахрањен је на Никољском гробљу Александро-Невске лавре. Аутор је више од четрдесет научних радова.